# Reinhard Schau
Reinhard Schau (* 8. September 1935 in Lyck, Ostpreußen; † 9. März 2019 in Weimar) war ein deutscher Opernregisseur und Hochschullehrer.
Schau studierte Opernregie bei Heinz Rückert an der Hochschule für Musik in Halle (1954/55) und bei Carl Riha an der Hochschule für Musik in (Ost-)Berlin (1955–59).
Debüt 1959 in Schwerin, hier bis 1961.
Bis 1964 war er als Regisseur an den Landesbühnen Sachsen in Radebeul tätig, wo er u. a. mit dem Dramaturgen Dieter Härtwig zusammenarbeitete. Von 1964 bis 1969 war Schau Operndirektor am Mecklenburgischen Staatstheater Schwerin, anschließend bis 1977 Operndirektor der Bühnen der Stadt Magdeburg. Er inszenierte die Uraufführungen von Dieter Nowkas Oper Die Erbschaft (1960), Bill Brook und Old Fritz von Rainer Kunad (beide 1965), Udo Zimmermanns Weiße Rose (1968) und Die zweite Entscheidung (1970); die deutschsprachige Erstaufführung von Prokofjews Der wahre Mensch (1963), ebenso die DDR-Erstaufführungen von Strawinskys The Rake’s Progress (1964), Dantons Tod von Gottfried von Einem (1967) und Nordwind von Lew Knipper (1976).
1977 erhielt Schau einen Ruf an die Hochschule für Musik Franz Liszt Weimar, wo er bis 2001 die Opernschule leitete. Darüber hinaus hatte er eine Vertretungsprofessur für Szenenstudium und Musiktheater inne. 1982 promovierte er an der Martin-Luther-Universität Halle mit einer Dissertation über die Sängerausbildung in der DDR. Zwischen 1982 und 1988 veröffentlichte er Artikel in der Fachzeitschrift Theater der Zeit. Schau initiierte 1991 die Gründung des Fördervereins der Musikhochschule Weimar, dem er anschließend auch vorstand.
Nach seinem Eintritt in den Ruhestand ernannte ihn die Hochschule zu ihrem Ehrensenator. Seit 2003 veröffentlichte er mehrere Bücher: Szenen um Hugo Wolf, zur Geschichte des Weimarer Schlosses Belvedere und insbesondere des Musikgymnasiums Schloss Belvedere sowie der Marie-Seebach-Stiftung in Weimar.

## Veröffentlichungen (Auswahl)
- Kinder des Südens. Szenen um Hugo Wolf. Hamburg 2003.
- Das Weimarer Belvedere. Eine Bildungsstätte zwischen Goethezeit und Gegenwart. Böhlau Verlag, Köln u. a. 2006.
- Das Musikgymnasium Schloss Belvedere in Weimar. Geschichte und Gegenwart. Böhlau Verlag, Köln u. a. 2010.
- Die Stiftung der Marie Seebach – Ein Altenheim für Bühnenkünstler. Seit 1895 in Weimar. Böhlau Verlag, Köln u. a. 2015.